# Piotr Kruszczyński
Piotr Kruszczyński (ur. 30 lipca 1967 roku w Poznaniu) – polski reżyser teatralny. 

## Życiorys
Absolwent Wydziału Architektury Politechniki Poznańskiej. Pracę dyplomową z zakresu przestrzeni teatralnej zrealizował pod kierunkiem profesora Jerzego Gurawskiego. Ukończył także Wydział Reżyserii Akademii Teatralnej w Warszawie.
Od czasu swojego debiutu w 1997 roku reżyserował w wielu teatrach w Polsce, a także w Nowym Jorku i w Niemczech.
Zrealizował wiele inscenizacji dramaturgii współczesnej, w tym polskie prapremiery dramatów Lidii Amejko, Michała Walczaka, Małgorzaty Sikorskiej-Miszczuk, Szymona Bogacza i Wojciecha Kuczoka. Reinterpretując klasykę sięgał m. in. po teksty Czechowa i Krasińskiego.
W latach 2002–2008 był dyrektorem artystycznym Teatru Dramatycznego im. Jerzego Szaniawskiego w Wałbrzychu, z którego uczynił jedną z najważniejszych scen w Polsce. Za jego kadencji w Wałbrzychu rozpoczęły się kariery reżyserskie Mai Kleczewskiej i Jana Klaty oraz dramatopisarska Michała Walczaka. Na wałbrzyskiej scenie swoje pierwsze ogólnopolskie sukcesy święcił duet Monika Strzępka/Paweł Demirski. Odchodząc z wałbrzyskiego teatru zaproponował na swoje stanowisko Sebastiana Majewskiego, który został jego następcą.
Od września 2011 jest dyrektorem Teatru Nowego im. Izabelli Cywińskiej w Poznaniu.  Od 2018 roku sprawuje też funkcję dyrektora festiwalu i konkursu wokalnego „Pamiętajmy o Osieckiej”, którego organizatorem jest Teatr Nowy w Poznaniu. Od 2023 roku jest wiceprezesem Unii Polskich Teatrów. Odznaczony m.in. Medalem Młodej Sztuki (2001) oraz brązowym i srebrnym medalem Zasłużony dla Kultury - Gloria Artis.